# Harz
Harz (nemško: [haːɐ̯ts] ()) je hribovito območje v severni Nemčiji. Ima najvišje nadmorske višine v tej regiji, njegov razgiban teren pa se razprostira čez dele Spodnje Saške, Saške-Anhalt in Turingije. Ime Harz izhaja iz srednjevisokonemške besede Hardt ali Hart (hribovski gozd). Ime Hercynia izhaja iz keltskega imena in bi se lahko nanašalo na druge gorske gozdove, vendar se uporablja tudi za geologijo Harza. Brocken je najvišji vrh v Harzu z nadmorsko višino 1141,1 metra. Wurmberg (971 metrov) je najvišji vrh, ki je v celoti v zvezni državi Spodnja Saška.

## Geografija

### Lokacija in obseg
Harz je dolg 110 kilometrov in se razteza od mesta Seesen na severozahodu do Eislebena na vzhodu in je širok 35 kilometrov. Zavzema površino 2226 kvadratnih kilometrov in je razdeljen na Zgornji Harz (Oberharz) na severozahodu, ki je visok do 800 m, razen 1100 m visokega masiva Brocken in Spodnji Harz (Unterharz) na vzhodu, ki je visok do okoli 400 m in katerega planote so primerne za poljedelstvo.
Naslednja okrožja (Kreise) spadajo v celoti ali delno v Harz: Goslar in Göttingen na zahodu, Harz in Mansfeld-Südharz na severu in vzhodu ter Nordhausen na jugu. Okrožji Zgornjega Harza sta Goslar in Göttingen (oba na Spodnjem Saškem), medtem ko je Spodnji Harz na ozemlju okrožij Harz in Mansfeld-Südharz (oba na Saškem-Anhalt). Zgornji Harz je na splošno višji in ima jelove gozdove, medtem ko se Spodnji Harz postopoma spušča v okolico in ima listnate gozdove, prepredene s travniki.
Ločnica med Zgornjim in Spodnjim Harzom poteka približno po črti od Ilsenburga do Bad Lauterberga, ki približno ločuje porečji Weserja (Zgornji Harz) in Labe (Spodnji Harz). Samo na jugovzhodnem obodu Zgornjega Harza, ki se imenuje tudi Visoki Harz (Hochharz) (okrožja Goslar, Göttingen in Harz), gorovje presega 1000 m nad NN na masivu Brocken. Njegov najvišji vrh je Brocken (1141 m), pomožna vrhova sta Heinrichshöhe (1044 m) na jugovzhodu in Königsberg (1023 m) na jugozahodu. Drugi vidni hribi v Harzu so greben Acker-Bruchberg (927 m), Achtermannshöhe (925 m) in Wurmberg (971 m) pri Braunlageju. Na skrajnem vzhodu se gore zlijejo v vznožje Vzhodnega Harza (okrožje Harz, Saška-Anhalt), nad katerim prevladuje dolina Selke. Del južnega Harza leži v turinškem okrožju Nordhausen.
Narodni park Harz je v Harzu; zaščiteno območje pokriva Brocken in okoliško divjino. V mestih in vaseh hribovja Harz živi približno 600.000 ljudi.

### Reke in jezera
Zaradi močnega deževja v regiji so bile reke v gorovju Harz že od nekdaj zajezene. Primera takih zidanih jezov sta dva največja: jez Oker in jez Rappbode. Bistro, hladno vodo gorskih potokov so zgodnji prebivalci prav tako zajezili, da so oblikovali različne gorske jezerce vodnih poti zgornjega Harza, kot je Oderteich.
17 jezov v Harzu blokira skupaj dvanajst rek. Ker je Harz ena izmed regij v Nemčiji, ki ima največ padavin, so njegovo vodno moč uporabljali že od nekdaj. Danes se jezovi uporabljajo predvsem za pridobivanje električne energije, zagotavljanje pitne vode, preprečevanje poplav in oskrbo z vodo v času pomanjkanja. Sodobna gradnja jezov se je začela v Harzu z izgradnjo jezu v dolini Söse, ki je bil zgrajen med letoma 1928 in 1931. Jezovi zgornjih jezer Harz so nekateri najstarejših jezov v Nemčiji, ki še vedno delujejo.
Največje reke v Harzu so Innerste, Oker in Bode na severu, Wipper na vzhodu in Odra na jugu. Innerste se zliva v Leine in njena pritoka sta Nette in Grane. Reke Radau, Ecker in Ilse se izlivajo v Oker. Hassel, Selke in Holtemme (katerega glavni pritok je Zillierbach) so se izlivale v Bode. Wipperja napaja Eine. Reki se pridružita Söse in Odra; slednjega hrani Sieber. Zorge, Wieda in Uffe se izlivajo v Helme.

### Podnebje
Klimatsko gledano ima hribovje nižje temperature in višje količine padavin kot okoliško ozemlje. Za Harz so značilne redne padavine skozi vse leto. Izpostavljena zahodnim vetrovom iz Atlantika, močna z dežjem, ima privetrna stran gora do 1600 mm dežja letno (Zahodni Harz, Zgornji Harz, Visoki Harz); nasprotno pa zavetrna stran prejme le povprečno 600 mm padavin na leto (Vzhodni Harz, Spodnji Harz, vznožje Vzhodnega Harza).

## Geologija in pedologija

### Izvori
Harz je geološko najbolj pester med nemškimi Mittelgebirge, čeprav v veliki večini prevladujejo kamnine, ki imajo revno bazo. Najpogostejše kamnine, ki ležijo na površju, so glinasti skrilavci, skrilavi graiwaki in granitni vložki v obliki dveh velikih magmatskih kamnin ali intruzij. Površinska plast Gießen-Harz renohercinske cone, ki je razširjena v Harzu, je sestavljena predvsem iz fliša. Znana in gospodarsko pomembna so nahajališča apnenca v okolici Elbingerodeja in gabra v Bad Harzburgu. Za pokrajino Harza so značilni strmi gorski grebeni, kamnite steze, razmeroma ravne planote s številnimi dvignjenimi barji in dolgimi, ozkimi dolinami v obliki črke V, med katerimi so najbolj znane soteska Bode, doline Oker in Selke. Reprezentativni prerez vseh kamnin Harza je prikazan na Jordanshöhe blizu Sankt Andreasberga blizu parkirišča (glej sliko).
Nastajanje in geološko gubanje hribovja Harz se je začelo med vidno fazo paleozojske dobe, med gradnjo hercinskih gora v karbonskem obdobju, pred približno 350 do 250 milijoni let. V tistem času v zgodovini Zemlje so se v zahodni Evropi pojavile številne visoke gore, vključno z Fichtelgebirge in Renskim masivom. Vendar so bile zaradi svoje višine močno erodirane (do 4 km) in so jih kasneje prekrile mezozojske kamnine. Od zgodnje krede do pozne krede je bil Harz dvignjen v enem samem bloku zaradi tektonskih premikov in zlasti v terciarnem obdobju so bile mlajše prekrivne plasti erodirane, osnovna kamnina spodaj pa je ostala stati kot nizke gore. Najpomembnejši dvigi so bili v subhercinski fazi (83 mio let), ko je bil severni rob strmo nagnjen. To je oblikovalo prelomno območje na severni meji Harza (mejni prelom Severnega Harza ali Harznordrandverwerfung).
Harz je območje prelomnih blokov, ki se nenadoma dviga iz okoliških nižin na zahodu in severovzhodu ter postopoma pada proti jugu. Razčlenjen je s številnimi globokimi dolinami. Severno od hribovja ležijo kredne plasti subhercinske depresije v hribovju Harškega predgorja; južno od Harza ležijo permske usedline ravno na jugozahodno padajočih paleozojskih slojih.
Zaradi severne prelomne cone in navpičnih ali včasih celo prepognjenih geoloških plasti se geologija Harza včasih pogosto spreminja na razmeroma majhnem območju le nekaj kvadratnih kilometrov. Posledica tega je tudi »klasična geološka kvadratna milja«.
V muzeju Harz v Wernigerodeju je soba, posvečena geologiji.

## Narava

### Rastlinstvo
Rastlinstvo gorovja Harz je razdeljeno na šest višinskih con:
- Subalpski pas: vrh Brocken, nad 1000 m nadmorske višine
- Altimontansko območje: najvišja območja (razen vrha Brocken) med 850 in 1000 m nadmorske višine
- Srednji montanski pas: višja območja med 750 in 850 m nadmorske višine
- Montano območje: srednjegorska območja med 525 in 750 m nadmorske višine
- Submontanski pas: nižji predeli med 300 in 525 m nadmorske višine
- Cona Colin: območja okoli roba Harza med 250 in 300 m nadmorske višine

#### Vrste gozdov

##### Bukov gozd
Od obrobja Harza do 700 m nadmorske višine prevladujejo bukovi gozdovi, predvsem bukovi gozdovi bekice (Luzula) na legah, ki so slabo preskrbljene s hranili, kjer je navadna bukev (Fagus sylvatica) pogosto edina drevesna vrsta. V nižjih, bolj suhih legah se pojavljata tudi hrast dob (Quercus robur) in graden (Quercus petraea). Beli javor (Acer pseudoplatanus) lahko raste na bolj vlažnih mestih. V času propadanja in pomlajevanja, ko je svetlobe veliko, igrajo vlogo od svetlobe odvisni pionirji, kot so jerebika (Sorbus aucuparia), navadna breza (Betula pendula) in iva (Salix caprea). Meličaste bukove gozdove najdemo na redkih mestih, kjer je obilo hranilnih snovi in baz, npr. nad doleritnimi in gnajsovimi tvorbami ter imajo vegetacijski sloj bogate raznolikosti in razkošne rasti. Tudi tu prevladuje navadna bukev, ki se ji mešajo na primer beli javor, veliki jesen (Fraxinus excelsior), beli gaber (Carpinus betulus) in gorski brest (Ulmus glabra). Zaradi vse bolj celinskega podnebja na vzhodnem robu Harza se navadna bukev umika mešanim gozdom gradna.

##### Mešani gozdovi
Na vmesnih višinah med 700 in 800 m nadmorske višine bi v naravnih razmerah prevladovali mešani gozdovi smreke (Picea abies) in navadne bukve. Te pa so, razen nekaj ostankov, zaradi premišljenega gospodarjenja z gozdovi že zdavnaj izpodrinili smrekovi sestoji. V teh gozdovih najdemo tudi beli javor.

##### Smrekov gozd
Smrekovi gozdovi uspevajo v najvišjih legah od okoli 800 m do gozdne meje na okoli 1000 m nadmorske višine. V teh gozdovih rastejo tudi nekateri listavci, kot so jerebika, navadna breza (Betula pendula) in puhasta breza (Betula pubescens) ter vrbe (Salix spec.). Pogoji visoke vlažnosti spodbujajo okolje, bogato z mahom in lišaji. Kljub skoraj naravnemu habitatu je le nekaj avtohtonih, gensko prilagojenih smrek. Prevladujejo trstičasti smrekovi gozdovi. Na njihovih zmerno kamnitih in svežih, a nikakor ne mokrih tleh uspeva dobro razvita pritalna vegetacija, ki jo po videzu zaznamujejo predvsem trave, kot sta travi Calamagrostis villosa in Avenella flexuosa. Tla v višjih območjih so, tako kot v večini Harza, sorazmerno revna s hranili in bazami, tako da se tu pojavljajo le redke zelnate rastline, kot je na primer vresovka (Galium saxatile). Zato so bolj praproti, mahovi, lišaji in glive, ki poleg smrek zaznamujejo te gozdove. Balvani in kamniti nanosi se pojavljajo na območjih vremensko odpornih kamnin v visokih (alti)montanskih in montanskih conah – to so ekstremni habitati za vegetacijo. Zaradi pomanjkanja talnega materiala tu uspevajo le šibki, razčlenjeni, zelo odprti smrekovi gozdovi. Imajo posebno veliko različnih dreves in omogočajo več prostora za svetlobne vrste, kot so breza, jerebika, javor, vrba in pritlikavi grmi, kot je borovnica (Vaccinium myrtillus). Tu so pogosti tudi mahovi in praprotnice. Ena nenavadna vrsta je karpatska breza (Betula pubescens subsp. carpatica). Barjansko-smrekovi gozdovi so okoli visokih barij na močvirnih  tleh. V teh krajih lahko smrekovi gozdovi v izjemnih primerih tvorijo naravni gozd tudi nižje v gorah. Ti mokri, barjanski gozdovi imajo visok delež šotnega mahu (Sphagnum spec.). V pritlični vegetaciji je lahko tudi bogata proliferacija nizkih grmov, kot je brusnica (Vaccinium vitis-idaea). Za ta tip gozdnega habitata so značilni tudi šopki škrlatne močvirske trave (Molinia caerulea). Značilne vrste gliv v naravnih smrekovih gozdovih so jelov plutač (Phellinus viticola) ter lična trhlenka (Tricholomopsis decora). Graparski, obvodni in izvirski gozdovi se pojavljajo le na majhnih površinah. V teh krajih se navadna bukev umakne tršim listavcem, kot so javor, navadna lipa (Tilia platyphyllos), bezeg ali jesen. Zeliščna plast je podobna tisti v bolje prehranjenem bukovem gozdu. Med tukajšnjimi rastlinskimi združbami so opazne vrste planinska ločika (Cicerbita alpina), trpežna srebrenka  (Lunaria rediviva), trda ščitasta praprot (Polystichum aculeatum) in dolga bukova praprot (Phegopteris connectilis).

### Visoka barja =
Visoka barja v Harzu so med najbolje ohranjenimi v srednji Evropi. Nastala so ob koncu zadnje ledene dobe pred približno 10.000 leti. Pomemben delež vegetacije na teh visokih barjih sestavlja šotni mah (Sphagnum spec.). Votline (Schlenken) in grbine (Bulten) so dom različnih rastlinskih vrst. V votlinah najdemo na primer Sphagnum cuspidatum, medtem ko je na grbinah najraje Sphagnum magellanicum. Odejo šotnega mahu predirajo pritlikavi grmi, kot sta brusnica in borovnica. Močvirski rožmarin (Andromeda polifolia) je relikt ledene dobe. Druge takšne ledenodobne rastline so pritlikava breza (Betula nana) in malocvetni šaš (Carex pauciflora). Brusnice (Vaccinium oxicoccus) cvetijo od maja do junija. Med rodovitnimi črnimi sadeži je mogoče opaziti tudi sibirsko črno mahunico (Empetrum nigrum). Na bolj suhih grbinah uspeva jesenska vresa (Calluna vulgaris), občasno pa najdemo tudi navzkrižnolistno resavo (Erica tetralix). Značilni travi sta zajčji rep (Eriophorum vaginatum), znana po svetlih, belih grozdih plodov in jelenova trava (Scirpus cespitosus), ki je jeseni rjasto rdeča. Ena zanimivih barjanskih rastlin je okroglolistna rosika (Drosera rotundifolia). Barska kopišnica (Vaccinium uliginosum) raste na suhih robovih barja.

### Živalstvo
V bukovih gozdovih gorovja Harz živi množica divjih živali. Več kot 5000 vrst, med katerimi so večinoma žuželke, živi v teh gozdovih. Vključujejo številne vrste, ki pomagajo razgraditi liste in jih vdreti v zemljo in pokrov tal, vključno s skakači, pršicami, prašički, gliste, dvojnonoge, deževniki in polži. Značilni gnezdilki v bukovih gozdovih sta z obilico odmrlega lesa črna žolna (Dryocopus martius) in duplar (Columba oenas). Znak naravnega stanja bukovih gozdov v Harzu je vrnitev črne štorklje (Ciconia nigra). Ta sramežljivi in dovzetni prebivalec bogato raznolikih listavcev in mešanih gozdov je zaradi vse večje motnje v njegovem habitatu (zaradi pomanjkanja starih dreves in naravnih potokov) v srednji Evropi postal zelo redek. Z izboljšavami njenega habitata, vključno z renaturalizacijo vodnih poti in ustvarjanjem razmeroma nemotenih mirnih območij, si je populacija črne štorklje zdaj opomogla. Tipičen sesalec takih listopadnih gozdov je evropska divja mačka (Felis silvestris), ki je v Harzu vzpostavila stabilno populacijo. Najraje ima različna gozdnata območja, ki ponujajo bogato pestro hrano. Pester je tudi živalski svet mešanih bukovih in smrekovih gozdov. Domače so predvsem vrste, ki uspevajo v mešanem gozdu. Mešani gorski gozd je na primer naravni habitat divjega petelina (Tetrao urogallus). Tukaj lahko najdemo tudi koconogega čuka (Aegolius funereus). Gnezdi skoraj izključno v luknjah žolne v starih bukvah, za razliko od smrekovih gozdov pa potrebuje pri iskanju hrane bolj odprt bukov gozd z večjo populacijo malih sesalcev. Za kritje pa ima raje temnejše, gostejše smrečice.
Veliko število živali, ki živijo v naravnem smrekovem gozdu, je prilagojeno posebnim življenjskim razmeram v višjih predelih Harza. Tipični prebivalci med populacijo ptic so čopasta sinica (Parus cristatus), rumenoglavi kraljiček (Regulus regulus) in Rdečeglavi kraljiček (Regulus ignicapillus), čižek (Carduelis spinus), dolgoprsti plezalček (Certhia familiaris), menišček (Parus ater) in Mali krivokljun (Loxia curvirostra). Posebej velja omeniti malega skovika (Glaucidium passerinum), ki mu grozi izumrtje in živi v submontanem do subalpskem pasu v mešanih in borovih gozdovih, prepredenih z odprtimi površinami. Za razmnoževanje imajo raje smrekove gozdove, prehranjujejo pa se v bolj odprtih sestojih ali na odprtem barju. Tako kot črna štorklja je mali skovik že zdavnaj izginil iz Harza, vendar se je v 1980-ih na lastno željo vrnil, saj je njegova pradomovina spet postala bolj naravna, tako da je bilo dovolj hrane za preživljanje (žuželke, mali sesalci). in majhne ptice) ter stoječi odmrli les (smreke z luknjami žolne).
Poleg številnih vrst ptic je v različnih smrekovih gozdovih vrsta velikih metuljev, ki so izven Harza resno ogroženi ali jih preprosto ni. Tu bosta kot primera omenjeni dve vrsti. Gnophos sordarius se pojavlja v starih, odprtih trstičnih smrekovih gozdovih, včasih v povezavi s kamnitimi ali barjanskim smrekovim gozdom; Enthephria caesiata izvira iz smrekovih gozdov, bogatih z borovnicami.
Le redke živali lahko preživijo ekstremne razmere na visokih barjih. Takšna sta na primer alpski lesketnik (Somatochlora alpestris), ki se pojavlja samo na Spodnjem Saškem v Harzu in je ogrožen v Nemčiji, ter mahovna deva (Aeshna subarctica), dama, ki ji grozi izumrtje.
Skale in kamnite steze so pomembne sestavine življenjskega prostora za sokola selca (Falco peregrinus) in komatarja (Turdus torquatus). Selec, ki mu pri nas grozi izumrtje, potrebuje strme kamnine z malo vegetacije. Potem ko je njegova populacija v Harzu izumrla, je bil v regiji ponovno vzpostavljen gnezdeči par. Ključni prispevek so bila obsežna prizadevanja za spodbujanje mirnih območij v gnezdiščih prednikov te sramežljive vrste. Od leta 1980 se je gnezdeči par naselil v vzhodnem Harzu kot rezultat projekta ponovne naselitve divjih živali. Komatar ima najraje polodprte kamnite steze in rahlo gozdnata prehodna območja med brezlesnimi visokimi barji in gozdovi. Harz je dom enega redkih izoliranih območij razmnoževanja v srednji Evropi. Njegovo glavno območje razširjenosti se razteza po vsej severozahodni Evropi, vključno z velikimi deli Anglije in Škotske ter visokimi gorami južne in vzhodne Evrope.
Vodne poti s svojim izrazitim značajem gorskih potokov igrajo pomembno vlogo prav čez Harz. V primerjavi z drugimi naravnimi regijami Spodnje Saške so še vedno zelo naravne in raznolike, voda pa zelo čista. Zaradi visoke hitrosti vode potokov Harz se rastline le redko zadržijo v vodi. Tudi živali v teh potokih morajo biti primerne za visoke hitrosti. Le nekaj vrst, kot so ribe, aktivno plava proti toku. Najpogostejši vrsti sta potočna postrv (Salmon trutta forma fario) in kapelj (Cottus gobio). Nasprotno pa je raznolikost vrst veliko bolj bogata v sistemu špranj pod strugo. Poleg žuželk in ribjih mladičev, ki tu uspevajo, najdemo praživali, ploske črve (Turbellaria) in vodne pršice (Hygrobatoidea). Druge vrste živali se trdno oprimejo kamnov, npr. ličinke mladoletnice (Trichoptera) in polži ali pa lahko živijo le v zmanjšanih hitrostih vode na strugi potoka ali na kamnih s ploščato obliko telesa, npr. ličinke vrbnice. V mirnejših delih potoka, za kamni ali v mahovnih odejah, so tudi vodni hrošči (Hydrophilidae) in majhni kozicam podobni amfipodi.
Ob potokih v Harzu je občasno mogoče videti kačjega pastirja z zlatimi obročki (Cordulegaster boltoni) in čudovitega modrega bleščavca (Calopteryx virgo).
Povodni kos (Cinclus cinclus), ki ga najdemo povsod na potokih Harza, se pojavlja skoraj izključno v visokogorju. Njegov življenjski prostor so zelo hitro tekoči, bistri gorski potoki z gozdnatimi bregovi. Lahko se potaplja in teče pod vodo po strugi. V iskanju hrane obrača kamne. Siva pastirica (Motacilla cinerea) prav tako uporablja bogate zaloge hrane gorskih potokov.
Leta 2000 je narodni park Harz uspešno ponovno naselil risa, ki se je od takrat dobro vključil v ekologijo regije. S posebnimi ohranitvenimi ukrepi v preteklih letih je bil umik populacije netopirjev v Harzu ustavljen. Med sesalci, ki jih je dovoljeno loviti, so navadni jelen, srna, divja svinja in muflon.